# Готтфрід Гансен
Ґоттфрід Гансен (нім. Gottfried Hansen; 8 листопада 1881, Рендсбург — 16 липня 1976, Кіль) — німецький військово-морський діяч, адмірал крігсмаріне.

## Біографія
1 січня 1899 року вступив на флот. Пройшов підготовку на навчальному кораблі «Мольтке» та у військово-морському училищі. В 1900/02 роках перебував у плаванні до берегів Східної Азії. З 2 грудня 1902 року — вахтовий офіцер на важкому крейсері «Фрейя», з 12 січня ро 15 листопада 1904 року «Принц Адальберт». З серп. 1911 року артилерійський офіцер на лінійному кораблі «Шлезвіг-Гольштейн». Учасник Першої світової війни, з 1 березня 1914 року — офіцер Адмірал-штабу в штабі 2-ї ескадри, з 6 лютого 1916 року — в штабі командувача розвідувальних сил. 1 жовтня 1918 року очолив відділ Імперського морського управління. Займав керівні посади у Морському керівництві: з 15 липня 1919 року — начальник Центрального відділу, з 15 березня 1931 по 5 січня 1925 року — Відділу озброєнь. З 8 січня 1925 року — командир лінійного корабля «Брауншвейг», з 1 лютого 1926 року — «Шлезвіг-Гольштейн». З 1 жовтня 1926 року — інспектор морської артилерії. 1 жовтня 1928 року призначений начальником військово-морської станції «Остзе». 30 лютого 1932 року вийшов у відставку. В 1938/44 роках видавав щорічний альманах Nauticus.
24 травня 1939 року повернувся на службу. 17 листопада 1941 року призначений керівником навчального штабу ВПС. 30 червня 1943 року переданий в розпорядження начальника Вищого морського командування «Остзе», а 31 липня звільнений у відставку.
Після Другої світової війни створив неофіційну асоціацію ветеранів «Коло Гансена». З 1949 року — засновник і голова Асоціації колишніх професійних військових. В 1950 році неодноразово відправляв уряду і бундестагу меморандуми, в яких вимагав «визнання чистоти німецького вермахту» і його аполітичність, а також амністію для всіх службовців вермахту, засуджених як «так звані воєнні злочинці». Також Гансен активно захищав учасників Липневої змови, яких досі вважали зрадниками. В 1951/56 роках — голова Асоціації німецьких ветеранів. Помер в Кілі. Був похований з військовими почестями на Північному цвинтарі Кіля.

## Звання
- Кадет (12 квітня 1898)
- Морський кадет (1 січня 1899)
- Лейтенант-цур-зее (13 вересня 1901)
- Обер-лейтенант-цур-зее (28 березня 1903)
- Капітан-лейтенант (27 січня 1908)
- Корветтен-капітан (12 березня 1915)
- Фрегаттен-капітан (8 березня 1920)
- Капітан-цур-зее (1 червня 1922)
- Контр-адмірал (1 січня 1928)
- Віце-адмірал (1 жовтня 1930)
- Адмірал запасу (30 вересня 1932)
- Адмірал (1 вересня 1942)

## Нагороди
- Китайська медаль в бронзі (10 травня 1901)
- Рятувальна медаль (15 квітня 1911)
- Орден Червоного орла 4-го класу (8 вересня 1913)
- Залізний хрест
  - 2-го класу (24 січня 1915)
  - 1-го класу (28 червня 1916)
- Лицар 1-го класу ордена Альберта (Саксонія) з мечами (червень 1916)
- Хрест «За військові заслуги» (Австро-Угорщина) 3-го класу з військовою відзнакою
- Лицарський хрест королівського ордена дому Гогенцоллернів з мечами (2 вересня 1918)
- Хрест «За вислугу років» (Пруссія) (25 років; 22 березня 1920)
- Почесний хрест ветерана війни з мечами
- Великий офіцерський хрест ордена «За заслуги перед Федеративною Республікою Німеччина» (1956)